# Herbert Seeberger
Herbert Seeberger (* 14. Juli 1949 in Erlangen) ist ein deutscher Sportschütze im Wurfscheibenschießen in der Disziplin Skeet.

## Leben und Karriere
Seeberger war Teilnehmer der Olympischen Spiele 1988 in Seoul und nahm am Skeet-Wettkampf teil, er belegte den zehnten Platz mit 196 von 200 geworfenen Wurfscheiben. Bei der Europameisterschaft im gleichen Jahr in Istanbul wurde er Dritter.
Bei Deutschen Meisterschaften wurde Herbert Seeberger im Zeitraum von 1981 bis 2021 zwölfmal Deutscher Meister, dreizehnmal Vizemeister und erhielt vierzehnmal Bronze.